# Ewa Olliwier
Eva Viola Elisabet Olliwier, nota come Ewa Olliwier (Stoccolma, 13 gennaio 1904 – Stoccolma, 7 agosto 1955), è stata una tuffatrice svedese.

## Biografia
Ha rappresentato la Svezia ai Giochi olimpici di Anversa 1920, vincendo la medaglia di bronzo nel concorso dei tuffi della piattaforma, ed a quelli di Parigi 1924, gareggiando nel trampolino e nella piattaforma.
Ai Campionati europei di nuoto di Bologna 1927 ha conquistato la medaglia di bronzo nella piattaforma, concludendo la gara alle spalle della britannica Isabelle White e della francese Irène Savollon.

## Palmarès
- Giochi olimpici

Anversa 1920: bronzo nella piattaforma
- Campionati europei di nuoto

Bologna 1927: bronzo nella piattaforma 10 m